# Heinz-Günther Schöttler
Heinz-Günther Schöttler (* 16. Oktober 1950 in Adenau) ist ein deutscher katholischer Theologe, Priester und Theologieprofessor.

## Leben
Nach seiner Schulzeit studierte Schöttler katholische Theologie in Trier und Regensburg. Im Jahr 1975 erlangte Schöttler sein Diplom an der Theologischen Fakultät Trier und empfing 1977 in Trier die Priesterweihe.
Von 1986 bis 1995 war Heinz-Günther Schöttler als Priester in der Kirchengemeinde in Farschweiler-Herl im Hunsrück tätig. Gleichzeitig war er in diesen Jahren auch Lehrbeauftragter für Homiletik am Institut für Pastoralpsychologie und Homiletik des Priesterseminars Trier und an der Theologischen Fakultät Trier tätig.
Seit 2000 war Schöttler Professor für Pastoraltheologie und Kerygmatik an der Universität Bamberg und wechselte 2007 als Professor für Pastoraltheologie zur Universität Regensburg.
Heinz-Günther Schöttler ist Mitglied im Gesprächskreis Juden und Christen beim Zentralkomitee der deutschen Katholiken sowie seit 2006 Ephraim-Veitel-Dozent für Homiletik am liberalen Abraham-Geiger-Kolleg, Berlin. Er ist Redaktionsmitglied der theologischen Zeitschrift Bibel und Liturgie und Mitherausgeber von Bamberger Theologische Studien und Bamberger Theologisches Forum.

## Bischöfliche Maßregelung
Im Zusammenhang mit der Rücknahme der Exkommunikation der Piusbruderschaft und in Reaktion auf die darauf folgende vielsprachige und international verbreitete Petition Vaticanum 2 maßregelte der Regensburger Bischof Gerhard Ludwig Müller drei Theologieprofessoren der Universität Regensburg, Sabine Demel, Burkard Porzelt und Schöttler, und verlangte von diesen, innerhalb von 14 Tagen vor Müller persönlich einen Treueeid sowie ein Glaubensbekenntnis abzulegen. Weiterhin forderte Müller im gleichen Brief eine Entschuldigung der Professoren, mit Weiterleitung über Müller, bei Papst Benedikt XVI., weil in der unterschriebenen Petition ohne Grundlage – so Müller – die Unterstellung enthalten sei, der Papst handele zum Schaden der Kirche, indem er zulasse, „dass Teile der römisch-katholischen Kirche [...] offen Geist und Buchstaben bedeutender Dokumente des II. Vatikanischen Konzils ablehnen dürfen ...“.

## Werke von Schöttler (Auswahl)
- Der Leser begreife! Vom Umgang biblischer Texte mit Fiktionalität. 2006
- Christliche Predigt und Altes Testament. Versuch einer homiletischen Kriteriologie. 2001